# Micropanchax
Micropanchax es un género de peces actinopeterigios de agua dulce, distribuidos por ríos de África.

## Especies
Existen diez especies reconocidas en este género:
- Micropanchax bracheti (Berkenkamp, 1983)
- Micropanchax camerunensis (Radda, 1971)
- Micropanchax ehrichi (Berkenkamp y Etzel, 1994)
- Micropanchax fuelleborni (Ahl, 1924)
- Micropanchax keilhacki (Ahl, 1928)
- Micropanchax loati (Boulenger, 1901)
- Micropanchax macrophthalmus (Meinken, 1932)
- Micropanchax pelagicus (Worthington, 1932)
- Micropanchax pfaffi (Daget, 1954)
- Micropanchax scheeli (Roman, 1971)